# The Last of Us Part I
The Last of Us Part I (с англ. — «Последние из нас: Часть 1») — компьютерная игра в жанре action-adventure с элементами survival horror и стелс-экшена, разработанная студией Naughty Dog и изданная Sony Interactive Entertainment. Является ремейком игры The Last of Us. Игра была выпущена для игровой консоли PlayStation 5 2 сентября 2022 года, а 28 марта 2023 года — для операционной системы Windows. Part I отличается от оригинала и вышедшего в 2014 году ремастера улучшенной графикой и лицевой анимацией у игровых персонажей, рендерингом и внутриигровым освещением, а также изменёнными моделями лиц героев, приближенным к таковым во второй части игры.
Действие игры происходит в постапокалиптическом будущем на территории бывших Соединённых Штатов Америки спустя двадцать лет после глобальной пандемии, вызванной опасно мутировавшим грибком кордицепс. Сюжет посвящён путешествию главных героев — контрабандиста Джоэла и девочки-подростка Элли, сыгранных Троем Бейкером и Эшли Джонсон с помощью технологии захвата движения. Креативным директором и сценаристом выступил Нил Дракманн. Музыка к игре написана композитором Густаво Сантаолальей.
Анонс ремейка вызвал противоречивую реакцию в игровом сообществе, как со стороны профильных журналистов, так и со стороны обычных игроков. Игроки жаловались на завышенную цену в 70 долларов, а также на слишком незначительные изменения в сравнении с предыдущими итерациями The Last of Us. Многие поклонники ожидали от Part I нововведения в виде механик из The Last of Us Part II, однако основываясь на официальных и слитых в сеть футажах был сделан вывод, что игровой процесс не претерпел кардинальных изменений.

## Игровой процесс
Игровой процесс The Last of Us Part I содержит незначительные изменения от такового в оригинальной The Last of Us и The Last of Us Remastered. Игра представляет собой action-adventure с элементами survival horror и стелс-экшена от третьего лица, включает в себя перестрелки, рукопашный бой и систему укрытий. На протяжении большей части игры игроки управляют Джоэлом, в то время как Элли и другие персонажи контролируются искусственным интеллектом. Основным отличием в плане игрового процесса от предыдущих версий игры является отсутствие многопользовательского режима «Фракции» (англ. Factions), который позволял игрокам участвовать в совместных или соревновательных игровых матчах в онлайн-режиме до восьми игроков. Кроме того, были осуществлены изменения в искусственном интеллекте противников и напарников, благодаря чему союзники должны вести себя более логично и, к примеру, прятаться, если осознают, что могут оказаться в поле зрения врага. В игру также будут введены два новых режима прохождения: один из них предполагает скоростное прохождение сюжетной кампании с таймером, другой — предлагает игроку пройти сюжетную кампанию с только одной жизнью. Среди прочих нововведений: дополнительные костюмы для Джоэла и Элли, а также отдельное меню, где можно во всех деталях рассмотреть трёхмерные модели героев и расширенные опции доступности. Игра будет поддерживать функции контроллера DualSense вроде более глубокой вибрации и адаптивных курков.
По большей части ремейк отличается графическими и визуальными улучшениями. Здания в локациях получили обновлённую геометрию и материалы, тени и освещение стали более реалистичными, многочисленная листва стала более детализированной. Помимо этого, в отличие от версий для PlayStation 3 и PlayStation 4, катсцены в Part I выполнены и работают в реальном времени на движке игры, в то время как в предыдущих итерациях The Last of Us они представляли собой заранее отрендеренные видео-ролики. Ракурсы в сценах, дизайн и структура локаций, ключевые объекты на уровнях также остались прежними, однако в некоторых местах локации были переработаны таким образом, чтобы больше походить на оные в The Last of Us Part II, что видно на примере одной из локаций игры: коридора здания Цикад, который в Part I и Part II выглядит почти идентично, отличаясь в основном освещением. Наибольшие изменения затронули модели персонажей, которые стали более детализированными и реалистичными, лицевую и анимацию движений проработали более тонко, добавив анимацию мелкой моторики и лучше синхронизировав движения губ с речью персонажей за счёт системы motion matching.

## Разработка
Первые слухи о готовящемся ремейке первой части The Last of Us появились в апреле 2021 года, когда журналист Bloomberg Джейсон Шрайер сообщил, что, согласно его источникам, Naughty Dog собираются технически обновить игру до уровня второй части и выпустить её для PlayStation 5. Согласно опубликованному им расследованию, студия Visual Arts Service Group, ранее занимавшаяся созданием дополнительных визуальных ассетов для игровых проектов Sony, продвигала идею разработки собственного проекта в качестве основной студии разработчика. Изначально в студии планировалось взяться за ремейк первой части Uncharted, однако по подсчётам оказалось, что создание такого проекта будет стоить слишком дорого. По итогу выбор пал на оригинальный The Last of Us, ремейк которого не требовал бы значительных переработок основных механик игры. После этого в Visual Arts Service Group была сформирована специальная команда численностью в 30 человек для работы над проектом, которому дали кодовое название «T1X». Проделав часть работы, Sony переключила студию с работы над ремейком на работу над финальной полировкой The Last of Us Part II перед релизом. В конечном итоге, после выхода сиквела, разработка над ремейком была отдана самим Naughty Dog, а Visual Arts Service Group снова были назначены командой поддержки. Такое решение руководства вызвало негативную реакцию в студии, вследствие чего почти вся первоначальная команда ремейка The Last of Us уволилась, включая основателя студии.
В начале января 2022 года на презентации Sony в рамках выставки CES 2022, создатель серии The Last of Us и сопрезидент Naughty Dog Нил Дракманн заявил, что на текущий момент компания работает сразу над несколькими игровыми проектами. На следующий же день, 6 января, инсайдер Том Хендерсон поделился в своём аккаунте в Twitter информацией, что, согласно его источникам, разработка ремейка The Last of Us почти завершена и что игра может выйти уже во второй половине 2022 года. Позже эту информацию подтвердили источники игрового издания Video Games Chrocnicles.
9 июня 2022 года произошла утечка официального названия, обложки, трейлера и первых скриншотов игры, опубликованных на сайте PS Direct раньше положенного времени. В тот же день состоялся официальный анонс на выставке Summer Game Fest, в ходе которой была подтверждена слитая ранее информация. По итогу конечным названием ремейка стало The Last of Us Part I (по аналогии с названием второй части). Было подтверждено, что игра разрабатывается для PlayStation 5, и помимо этого для PC (Microsoft Windows). Кроме того, было раскрыто, что обновлённый The Last of Us будет содержать только основную сюжетную кампанию и дополнение Left Behind, без многопользовательского режима, присутствовавшего в оригинале и ремастере 2014 года. Была названа дата выхода — 2 сентября 2022 года на PlayStation 5, дата выхода для Windows не была названа, однако позже старший художник по окружению Джонатан Бенайнус заявил, что релиз на ПК состоится «очень скоро» после выхода на консоли от Sony. Были показаны варианты и состав специальных изданий игры, а также сравнительные ролики, демонстрирующие разницу в графике между ремейком и The Last of Us Remastered. При этом было отмечено, что Нил Дракманн не участвует в создании Part I. Вместо него разработка была возглавлена геймдиректором Мэттью Галлантом и творческим директором Шоном Эскейгом — оба ранее работали над The Last of Us и Uncharted 4.
На следующий день, 10 июня, Давид Блатт — старший концепт-художник из немецкой компании Deck13 Interactive — опубликовал в своём Twitter процесс создания обложки Part I, нарисованного вручную с использованием кисти и туши и с «небольшими доработками в „цифре“». До этого он уже рисовал несколько фанатских работ по The Last of Us, а после того, как к нему обратились сами Naughty Dog, получил возможность официально внести вклад во франшизу. По его словам, когда разработчики обратились к нему, они уже предоставили наброски с общей композицией для будущей обложки, однако все остальные детали художник придумывал самостоятельно с нуля. Всего Блатт создал несколько рисунков: оригинальная версия, выполненная только тушью, была использована в качестве обложки специального издания Firefly Edition, которое планируется к продаже эксклюзивно через магазин PS Direct в США, разукрашенная в цифре версия стала лицом стандартной версии игры; помимо этого Блатт также нарисовал обложки для кейса-стилбука и четырёх выпусков комикса The Last of Us: American Dreams, которые идут в комплекте специального издания.
15 июня Naughty Dog в своём Twitter продемонстрировала короткий ролик, более детально показывающий обновлённую модель Тесс, одной из героинь The Last of Us. Позже, 20 июня, в сеть через социальную сеть Reddit были слиты скриншоты и видеозапись начальной сцены The Last of Us, в которой один из главных героев игры, Джоэл, теряет свою дочь Сару. Утечка продолжилась на следующий день, когда на YouTube-канале блогера под ником NIXNE появилась первая полноценная запись игрового процесса ремейка, продолжительностью в две минуты, демонстрирующая отрывок игры, в которой Джоэл и Элли попадают в засаду к мародёрам в городе. После негативной реакции пользователей сети на отсутствие в ролике видимых улучшений и отличий от игрового процесса оригинала, Naughty Dog выпустили собственное видео, в котором также продемонстрировали игровой процесс, а также поделились подробностями об отличиях ремейка от предыдущих версий The Last of Us. 11 июля разработчики из студии Naughty Dog сообщили у себя в соцсетях о готовности Part I и что диски с игрой ушли в печать, вместе с этим опубликовав новый тизер. Разработчиками было отдельно отмечено, что рабочий процесс команды проходил без переработок и сверхурочных, в отличие от периода создания The Last of Us Part II, когда Naughty Dog была известна как одна из крупных американских студий, неоднократно критикуемых из-за тяжёлой рабочей среды в компании. 24 августа вышел финальный, релизный трейлер игры.

## Релиз
Выход The Last of Us Part I состоялся 2 сентября 2022 года во всех регионах мира для консоли PlayStation 5; также планируется релиз для операционной системы Microsoft Windows. Одновременно с анонсом игры 9 июня 2022 года состоялся старт предзаказов на физические и цифровые издания. Если содержание физического и цифрового стандартного издания идентичны, то специальные издания отличаются друг от друга: так, в цифровое «Делюкс» издание войдёт определённое количество внутриигровых бонусов, доступ к которым предоставят сразу же в момент запуска игры. В них входят: скины для оружия, улучшения для экипировки и модификаторы, а также цветовой фильтр картинки и «режим спидрана»; в физическое специальное издание под названием «Firefly Edition», которое планируется распространять исключительно через магазин PS Direct в США, будет включать в себя всё содержимое цифрового «Делюкс» издания, а также кейс-стилбук и четыре выпуска комикса The Last of Us: American Dreams.
Несмотря на то, что The Last of Us Part I присутствует в российском PlayStation Store с локализованным логотипом и отметками о наличии русской озвучки и субтитров, официально игра на территории Российской Федерации не распространялась. Ещё до релиза игры представители российской сети магазинов «М.Видео» сообщили, что Part I появится в их магазинах с обложками на английском языке, но без уточнения стоимости и даты релиза. Российские игровые СМИ сделали предположение, что игра будет поступать на российский рынок через параллельный импорт, вследствие приостановления деятельности Sony Interactive Entertainment в России в марте 2022 года из-за вторжения России на Украину. Эти предположения, вскоре, были подтверждены источником издания «Известия», в то время как маркетплейс Wildberries назвал ориентировочный период поступления игры в продажу — сентябрь-октябрь 2022 года. Кроме того, Part I официально вышла в продажу в российском PlayStation Store, однако из-за блокировки российских банковских карт приобрести игру можно только через пополнение кошелька через коды погашения, которые, в свою очередь, были сняты с продажи после ухода Sony с российского рынка. Вследствие отсутствия официального релиза Part I на территории России и почти полная её недоступность для покупки в момент выхода, на площадках Авито и Ozon появились объявления с предложениями о «помощи» в приобретении игры — от покупателя услуги требовалось создать турецкий аккаунт в PlayStation Network, после чего передать логин и пароль продавцу, который, в свою очередь, оформлял покупку игры с криптокошелька. В связи с этим в российских СМИ начали появляться статьи, обращающие внимание на потенциальную опасность таких сделок.

## Восприятие
| Сводный рейтинг       | Сводный рейтинг          |
| Агрегатор             | Оценка                   |
| --------------------- | ------------------------ |
| Metacritic            | (PS5) 88/100 (PC) 56/100 |
| OpenCritic            | 86/100                   |
| «Критиканство»        | 79/100                   |
| Иноязычные издания    |                          |
| Издание               | Оценка                   |
| EGM                   | [ 41 ]                   |
| GameRevolution        | 8/10                     |
| GameSpot              | 8/10                     |
| GamesRadar+           | [ 44 ]                   |
| Hardcore Gamer        | 4/5                      |
| IGN                   | 9/10                     |
| Push Square           | 8/10                     |
| VG247                 | [ 48 ]                   |
| VideoGamer            | 9/10                     |
| Video Games Chronicle | [ 50 ]                   |
| Русскоязычные издания |                          |
| Издание               | Оценка                   |
| StopGame.ru           | «Похвально»              |
| Disgusting Men        | «Хорошо»                 |
| Stratege              | 75/100                   |

### Списки и рейтинги
The Last of Us Part I получила положительные оценки от игровых журналистов. Рейтинг вариации игры для консоли PlayStation 5 на агрегаторе Metacritic составил 88 баллов из возможных 100 на основе 103 рецензий, 99 из которых были положительными, 4 — смешанными. При этом рейтинг ремейка оказался ниже, чем у ремастера и оригинальной версии игры (оба проекта получили на Metacritic по 95 баллов). Чуть более низкого рейтинга, чем на Metacritic, игра удостоилась на агрегаторе OpenCritic, составившего 88 баллов на базе 92 обзоров профильных критиков. В целом, журналисты сошлись во мнении, что The Last of Us Part I является лучшей версией культовой игры, однако как ремейк во многом необязательная. Среди достоинств Part I были названы обновлённая графика, улучшенный искусственный интеллект, анимации, поддержка уникальных возможностей контроллера DualSense, трёхмерный звук и набор настроек доступности. Критике подверглась высокая цена в $70, малое количество нововведений, устаревший геймдизайн, отсутствие многопользовательской игры и появление новых багов.
Порт для Windows был плохо принят игроками, собрав «в основном отрицательные» отзывы в Steam. Геймеры раскритиковали игру за проблемы с графикой и оборудованием, частые сбои, прерывистое движение камеры, высокую нагрузку на процессор и видеокарту, одни отмечали, что игре потребовалось до двух часов для загрузки шейдеров; журналисты зарубежной прессы столкнулись с аналогичными проблемами. А некоторые пользователи наоборот отмечали, что они не сталкивались с какими-либо проблемами, даже на слабых компьютерах.  Naughty Dog заявил, что будет активно работать над устранением багов игры, осуществляемый патчами с исправлениями. Особое внимание Naughty Dog сосредоточил на: времени загрузки шейдеров, нестабильности и графических проблемах, а также сбоях, вызванных потенциальными утечками памяти. Нэйтан Ингрэм из Engadget написал, что производительность на Steam Deck улучшилась после первого обновления. Рецензентам не были предоставлены предварительные копии для Windows.

### Рецензии англоязычной прессы
Максимальную оценку в пять баллов из пяти выставил рецензент Майкл Горофф в своём обзоре для издания Electronic Gaming Monthly. Свою рецензию он начал сразу с признания Part I лучшей доступной версией The Last of Us, причины чего назвал «довольно очевидными» и посоветовал её тем, кто никогда ранее не играл в игру. Он назвал все элементы ремейка, от визуальной составляющей, до игрового процесса, лучше, чем в предыдущих версиях первой The Last of Us. Горофф считал, что это заметно по одним только демонстрационным роликам, опубликованным PlayStation ещё до выхода проекта, и что необязательно лично играть в Part I, чтобы прийти к такому выводу. Однако ознакомившись с игрой, он решил, что рекламные материала и трейлеры не смогли передать всю степень улучшения внутриигровой графики. Майкл отметил, что не имел ностальгических ощущений по визуалу оригинальной версии и её ремастера — он ознакомился с ремастером лишь спустя несколько лет после его выхода, готовясь к прохождению сиквела. Уже тогда критик считал что игра выглядит довольно устаревшей, и только укрепился в своём суждении после ознакомления с The Last of Us Part II. По мнению Майкла, благодаря обновлённой графике игра выглядит гораздо более реалистично. К игровому процессу, однако, он отнёсся несколько более скептично, посчитав, что отсутствие значительных изменений в этом аспекте игры в сравнении с оригиналом делает ремейк более устаревшим, «особенно в сравнении с его сиквелом». Положительной оценки также удостоились настройки доступности и различные новые игровые режимы. Горофф также посчитал, что проект обладает «неожиданно высоким уровнем реиграбельности». Автор закончил рецензию словами, что «хотите вы или нет платить за ту же самую историю в третий раз» остаётся сугубо на воле игрока, «однако это не отменяет того факта что игра лучше, чем когда-либо была».
Люк Рейли, обозреватель сайта IGN, положительно воспринял новую инкарнацию The Last of Us и присвоил ей оценку в 9 баллов из 10 возможных. Он назвал оригинальную игру настолько удачной, что в Naughty Dog решили «разработать её трижды». Он посчитал, что ремейк использует весь потенциал игрового железа PlayStation 5. Он также отметил, что дополнительная глава, Left Behind, выходившая для оригинальной игры в качестве загружаемого материала, не вплетена в основную сюжетную кампанию и всё ещё запускается отдельно из главного меню. Рейли отметил, что разработчики позиционировали игру именно как ремейк, а не ремастер, и по большей части «оно действительно так». Он также как и большинство его коллег из других изданий похвалил обновлённую графику и поддержку разрешения 4K при 60 кадрах в секунду. Рецензент также обратил внимание на «умеренные редизайны» некоторых из основных персонажей игры, выделив среди них напарницу Джоэла Тэсс, чью «состаренную» внешность он посчитал более аутентичной в контексте сюжета The Last of Us. Люк похвалил и обновлённую лицевую анимацию, однако при этом отметил, что озвучка героев, их движения и режиссура кат-сцен не изменились вовсе, что отличает Part I от таких глобально переделанных игр, как ремейки Resident Evil 2 и Mafia: Definitive Edition. Рецензент посетовал на отсутствие в ремейке геймплейных элементов из The Last of Us Part II и мультиплеерного режима. Прохладно Рейли отнёсся и к бонусным материалам, вроде открываемых костюмов и цветовых фильтров. Более положительно были приняты игровые модификации, позволяющие, например, иметь бесконечный запас патронов для огнестрельного оружия или убивать врагов с одного удара. Подытоживая обзор, Рейли назвал The Last of Us Part I лучшим способом пройти игру вновь или в самый первый раз.
Одной из наиболее сдержанных рецензий на ремейк стал обзор от журналиста Закари Куэваса, представляющего игровое издание PC Magazine. Он охарактеризовал The Last of Us Part I как верное оригиналу обновление с потрясающей графикой, нововведения которого, тем не менее, затрагивают лишь визуальную составляющую игры. Как следствие, рецензент поставил вопрос: стоит ли покупать ремейк за $70, когда уже существует более дешёвый ремастер. Ответ на него он назвал затруднительным, и по большей части зависящим от того, какое впечатление у игрока оставила оригинальная версия для PlayStation 3. Сам Куэвас, как и многие фанаты после анонса проекта, ожидал, что он будет воссоздан на движке второй части серии, чего, однако, не случилось. Таким образом, критик решил сфокусироваться на графической составляющей игры: по его мнению, обновлённый визуал значительно улучшает ощущения от игры. Были отмечены детальность локаций и окружающей среды в целом, работа с освещением и более реалистичная лицевая анимация. Несмотря на это, Закари отметил, что игровой процесс при этом почти не изменился и ощущается слишком устаревшим, и даже такие изменения, как улучшенный искусственный интеллект и боевая система, не делают его лучше. Также он посетовал на отсутствие в Part I режима многопользовательской игры, назвав это «упущенной возможностью». По его мнению, наличие онлайн-режима помогло бы поклонникам серии скрасить ожидание перед релизом отдельной мультиплеерной игры по вселенной The Last of Us, а также как-то оправдать завышенную цену в $70. Закари посетовал, что несмотря на всю красоту обновлённой графики, это не оправдывает релиз Part I как игры со стоимостью полноценного нового проекта. В конечном итоге он выставил оценку в 3.5 балла из 5 возможных и посоветовал ремейк тем, кто никогда ранее не играл в The Last of Us, однако затруднился сделать то же самое относительно тех, кто уже играл в более старые версии.

### Реакция на анонс игры
The Last of Us Part I вызвал неоднозначную реакцию ещё до выхода самой игры. Игроки и профильные журналисты задавались вопросом о целесообразности выхода ремейка, так как по их мнению оригинальная игра, как и ремастер 2014 года, всё ещё актуальна с точки зрения игрового процесса. Звучали обвинения в сторону Naughty Dog в желании «заработать больше денег» на старой игре, обновлённой только графически, а также что вместо того разработчики могли пустить больше ресурсов на разработку отдельной мультиплеерной игры по вселенной The Last of Us. На комментарии отреагировали несколько разработчиков из Naughty Dog: старший художник по текстурам окружения Джонатан Бенайнус осудил преждевременную критику со стороны сообщества и предположил, что игроки почувствуют разницу между оригиналом и ремастером «когда возьмут в руки контроллер»; Роберт Моррисон, аниматор, работавший над оригинальной The Last of Us, заявил, что считает Part I «самым тщательно продуманным и проработанным проектом», который ему доводилось увидеть за свою карьеру.
После слива в сеть двухминутного ролика с демонстрацией игрового процесса, поклонники франшизы обрушились на разработчиков с критикой, ибо в кадрах с игры не было обнаружено значительных изменений в игровых механиках в сравнении с оригиналом. Многие ожидали, что ремейк получит механики второй части, которые планировала ввести Visual Arts Service Group, когда разработка находилась в их распоряжении. Среди таких механик были: уклонения, возможность ползать, детализированные ранения от выстрелов, ударов, а также жестокие анимации смерти врагов. Более того, фанаты обратили внимание на заявления самой Naughty Dog, что во время анонса Part I в начале июня студия открыто заявила, что игровые механики также будут переработаны. Из-за этого многие игроки стали задаваться вопросом — стоит ли такая игра без особых нововведений цены в 70 долларов. Некоторые поклонники также выразили надежду, что на слитых кадрах оказалась ранняя версия игры, когда она ещё находилась в активной разработке. Многие же посчитали, что в финальной версии кардинальных изменений всё же не будет — за исключением исправлений небольших багов. Игроки полагают, что показанная на кадрах версия игры финальная, ибо, по предположениям поклонников, ради новых механик Naughty Dog пришлось бы перерабатывать структуру уровней и локаций, а в слитом видео она осталась неизменной.

### Продажи и награды
В Великобритании The Last of Us Part I возглавила еженедельный чарт физических продаж в первые выходные после своего релиза. В Японии ремейк занял пятое место местного чарта розничных продаж за первую неделю — было продано более 10 тысяч экземпляров. Игра стала третьей самой загружаемой игрой сентября на PlayStation 5 в Европе и Северной Америке. После успешного дебюта сериала по игре в январе 2023 года, ремейк снова появился в чартах Великобритании с увеличением цифр продаж на 238 %.
The Last of Us Part I номинирована на премию Golden Joystick Awards в номинации «Игра года на PlayStation».
| Награда                                      | Дата            | Категория                                                 | Номинант              | Результат | Источник |
| -------------------------------------------- | --------------- | --------------------------------------------------------- | --------------------- | --------- | -------- |
| Golden Joystick Awards                       | 22 ноября 2022  | Игра года на PlayStation                                  | The Last of Us Part I | Номинация | [ 78 ]   |
| The Game Awards                              | 8 декабря 2022  | Инновация в сфере доступности                             | The Last of Us Part I | Номинация | [ 79 ]   |
| Общество специалистов по визуальным эффектам | 15 февраля 2023 | Выдающиеся визуальные эффекты в проекте реального времени | The Last of Us Part I | Победа    | [ 80 ]   |